# Берніна-Експрес
46°24′32″ пн. ш. 10°01′11″ сх. д. / 46.40888889° пн. ш. 10.01972222° сх. д.

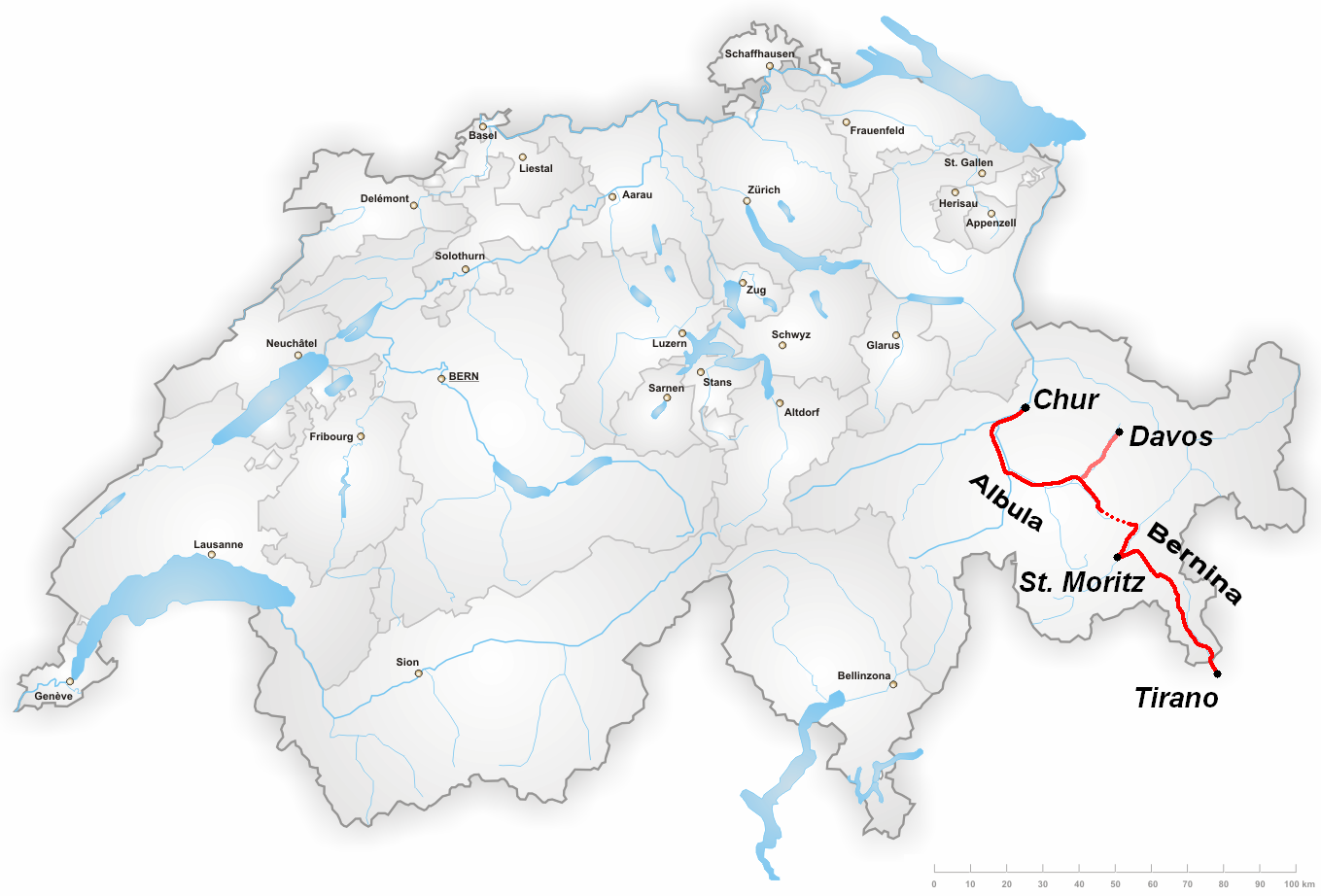
Маршрут Берніна-Експрес

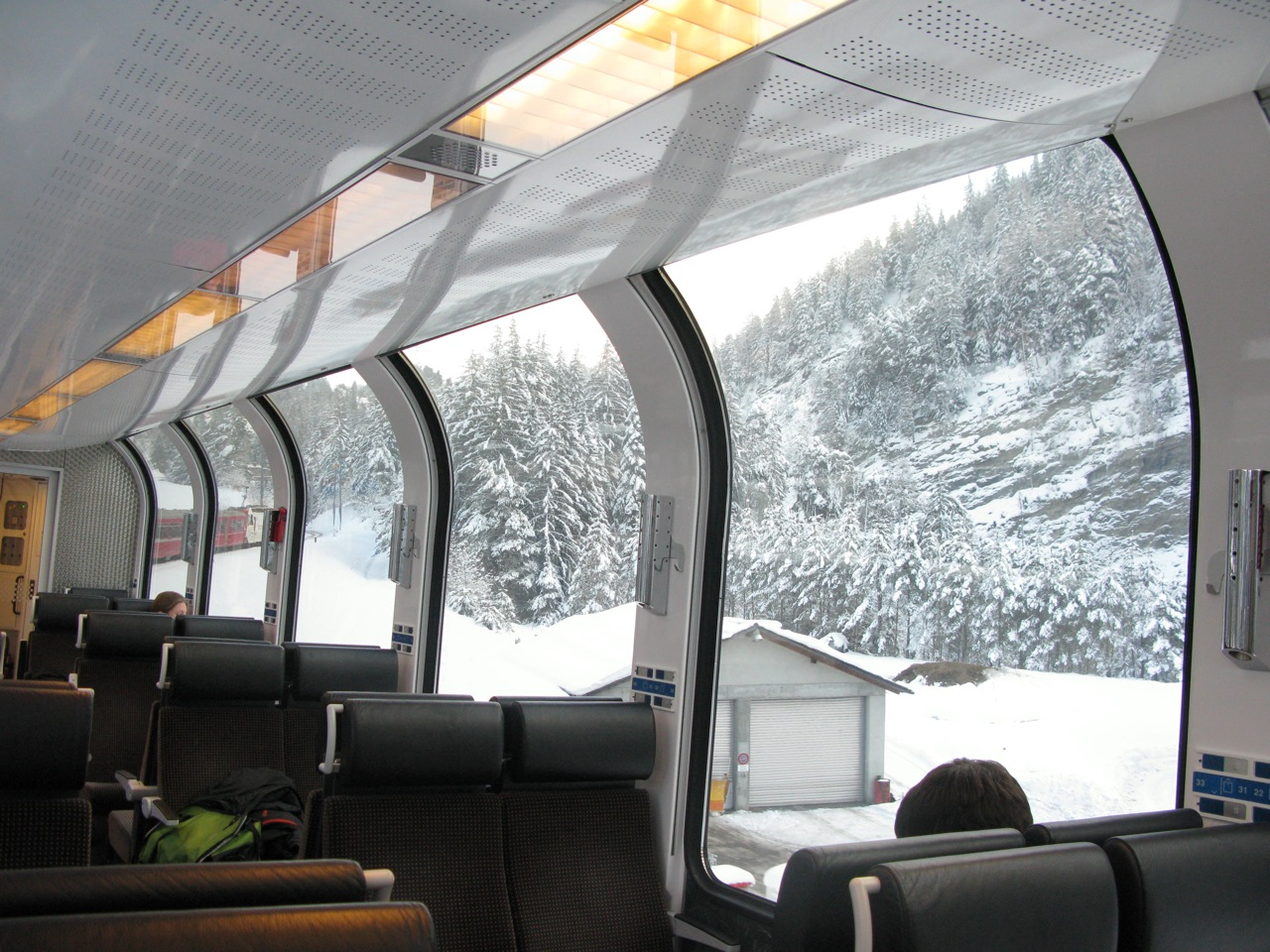
Усередині Берніна-Експрес

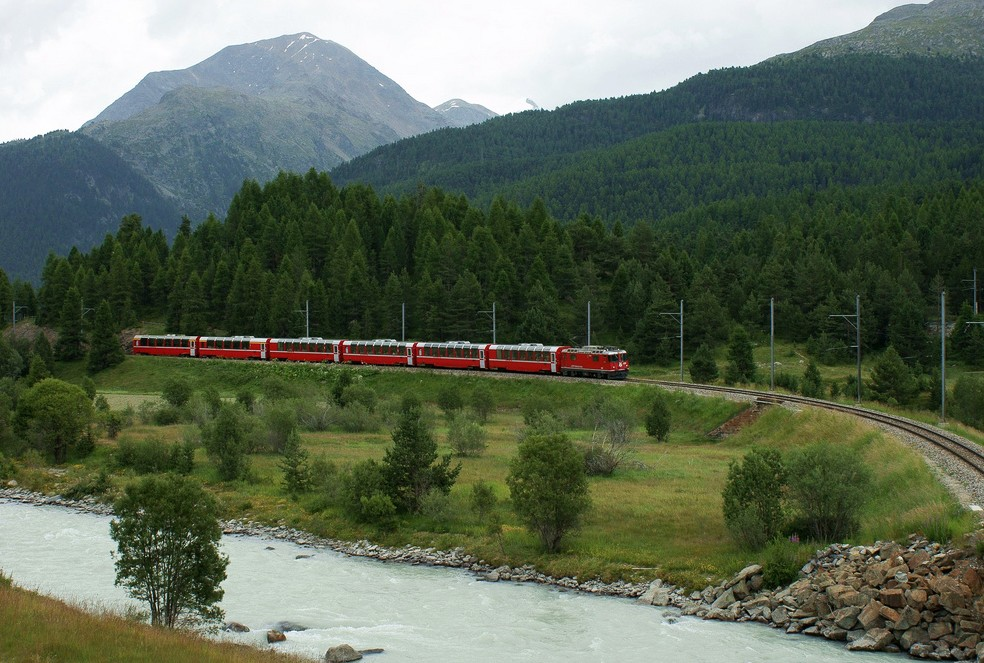
поблизу Понтрезіна

Берніна-Експрес — пасажирський поїзд, що сполучає Кур (або Давос) у Швейцарії з Поскьяво і Тірано в Італії, що перетинає швейцарські Енгадінські Альпи. Більшу частину свого шляху, потяг прямує по об'єкту всесвітньої спадщини, відомому як Ретійська залізниця в культурному ландшафті Альбула/Берніна.
Поїзд введено Ретійською залізницею з метою огляду визначних пам'яток і є розширенням регіонального маршруту між Тірано і Кур або Давосом: панорамні вагони зі збільшеними вікнами і багатомовний (англійська, італійська і німецька) аудіо-гід на борту. Берніна-Експрес не є швидкісним поїздом.
Пасажири мають бронювати місце або безпосередньо при купівлі квитків, або заплатити невелику доплату до регіонального залізничного квитка. Берніна-Експрес має популярність серед туристів та з'єднує Тірано поштовим автобусом через озеро Комо в Італії з Лугано у Швейцарії.
На лініях Альбулабан і Бернінабан маршрут Берніна-Експрес було оголошено об'єктом всесвітньої спадщини ЮНЕСКО у 2008 році. Поїздка на Берніна-Експрес це чотиригодинна залізнична подорож по 196 мостам, через 55 тунелів, через перевал Берніна на висоті 2253 метрів над рівнем моря. Вся лінія має ширину колії 1000 мм і електрифікована.
Альбулабан було побудовано у 1898-1904 р; вона належить Ретійській залізниці з моменту її заснування. Бернінабан було побудовано у 1908-1910 р і діяв самостійно до 1940 х років, коли його було придбано Ретійською залізницею. Берніна-Експрес має градієнт похилу у 70 ‰ через різницю у висоті близько 1800 метрів між Оспиціо Берніна і Тірано.

## Маршрут

### Лінія Альбула
Поїзд вирушає з міста Кур (585 м) до Граубюндену і повторює вигин русла Рейну у Бонадуц (655 м). Звідти він входить в долину Домлешг і прямує по Хінтеррейну від Рецюнс (658 м) в Тузіс (697 м). Поїзд далі прямує в сторону Тіфенкастель (851 м) після річки Альбула, перетинає віадук Ландвассер перед прибуттям у Філізур (1032 м). Незабаром після Філізур поїзд проходить свій перший спіральний тунель і прибуває у Бергюн. Між Бергюн (1373 м) і Преда (1789 m), в кінці долини, потяг має подолати різницю у висоті близько 400 метрів при горизонтальній дистанції 5 км без використання зубчастої передачі, але з великою кількістю спіралей. Потім поїзд в'їжджає в тунель Альбула на 1815 м під перевалом Альбула і виходить у Вал Бевер, далі прибуває у Бевер (1708 м) в долині Енгандін. Далі поїзд проходить Самедан (1721 м) і прибуває в Санкт-Моріц (1775 м). Частина поїздів не заїжджає у Санкт-Моріц і з Самедану прямують у Понтрезіна Енгадінбаном.

### Лінія Берніна
Поїзд залишає Санкт-Моріц і прямує до Понтрезіна (1,774 м) у Вал-Берніна. Поступово піднімаючись крізь долину до перевалу Берніна через станцію Мортерач (1,896 м), звідки видно льодовик Монтерач і найвищу вершину Східних Альп — Піц Берніна (4093 м). Перед прибуттям на перевал Берніна, поїзд зупиняється на Берніна Дьяволецца (2,093 м) звідки є пересадка на канатну дорогу до гори Дьяволецца (2,921 м). Берніна-Експрес досягає своєї вищої точки на станції Оспіціо Берніна на висоті 2256 метрів, біля Лаго-Б'янко.
Альп Грюм (2091 м) — це перша станція на південь від Альп, розташована над Лаго-Палю і прямо під Піц-Палю (3900 м) і її льодовиком. Після багатьох кривих малого радіуса поїзд досягає Савалья (1,693 м) над Валь-Поскьяво, потім швейцарське італійсько-мовне місто Поскьяво (1014 метрів). Поїзд далі прямує через Поскьявіно та пункти зупинки в Ле-Пресе (964 м) і біля готелю Міралаго (965 м), (обидва на озері Поскьяво). Після поїзд продовжує свій спуск спіральним віадуком до Брузіо (780 м). Незабаром після перетину італійського кордону Берніна-Експрес закінчує свою подорож у Тірано (430 м).

### Автобус «Берніна-Експрес»
У літній сезон (у 2016 році — з 25 березня до 23 жовтня) RhB спільно з PostBus продовжує маршрут до Лугано, кантон Тічино, Швейцарія за допомогою автобусної експрес-лінії Лугано — Тірано — Лугано, на яку потрібно окреме резервування за додаткову плату. Автобус робить один рейс на день, виїжджаючи о 10-ї ранку з Лугано, прибуваючи в Тічино за 3 години, і вирушаючи назад о 14.30, стикуючись таким чином із поїздом Кур — Тірано — Кур.
З Тірано автобус прямує долиною Вальтелліна, проїжджаючи через столицю однойменної провінції, місто Сондріо, і виїжджає до озера Комо, яке об'їжджає з півночі, через міста Граведона, Донго і Менаджо, в якому автобус повертає на захід, залишаючи береги озера. Через деякий час автобус досягає озера Лугано і прямує його берегом, перетинаючи італійсько-швейцарський кордон у Гандрії, і прибуває в Лугано, де робить зупинку біля автовокзалу в центрі міста і закінчує маршрут біля залізничного вокзалу Лугано.

### Маршрут
Улітку Берніна-Експрес є спеціальним окремим потягом, що прямує з Кур до Понтрезіна з невеликою кількістю зупинок. У Понтрезіна, електровоз змінюється (через різницю систем електрифікації на лініях) і потяг продовжує рухатися з невеликою кількістю зупинок до Тірано.
Восени, взимку і навесні, Берніна-Експрес складається з декількох вагонів, причеплених до регіональних поїздів. З Кур до Самедан вони причеплені до RegioExpress Кур — Санкт-Моріц; із Самедан у Понтрезіна вони причеплені до регіонального поїзда Скуоль-Тарасп — Понтрезіна; від Понтрезіна до Тірано вони причеплені до регіонального поїзда Санкт-Моріц — Тірано. У кожному з цих поїздів є вагони з місцями для пасажирів, що мають тільки регіональні залізничні квитки.
Список зупинок
Невеликі станції між містами Кур і Тузіс де Берніна-Експрес не зупиняється, були виключені з цього списку. Великі станції, перераховані жирним шрифтом.
- Кур — Старт (Швейцарія)
- Райхенау-Тамінс
- Тузіс
- Тифенкастель
- Філизур
- Бергюн
- Преда
- Самедан
- Пунт Мураль
- Понтрезіна
- Зурофас
- Мортерач
- Берніна Зуот
- Берніна Дьяволецца
- Бернина Лагальб
- Оспіціо Бернина
- Альп Грюм
- Кавалья
- Кадера
- Привіласко
- Поскьяво
- Лі Курт
- Ле-Пресе
- Отель Міралаго
- Брусіо
- Кампашо
- Кампоколоньо

---кордон Швейцарія — Італія---
- Тірано — фініш (Італія)

## Ресурси Інтернету
- Ретійська залізниця
- Альбулабан
- Бернінабан
- Льодовиковий експрес
- Віадук Ландвассер
- Віадук Шміттентобель

- Homepage des Bernina Express [Архівовано 29 липня 2014 у Wayback Machine.]
- Bernina Express Unesco Welterbe [Архівовано 14 жовтня 2012 у Wayback Machine.]
- Fotos in der BahnGalerie [Архівовано 16 лютого 2016 у Wayback Machine.]
- Bernina Express auf offizieller Website Graubünden [Архівовано 6 вересня 2014 у Wayback Machine.]